# Corte de pelo militar

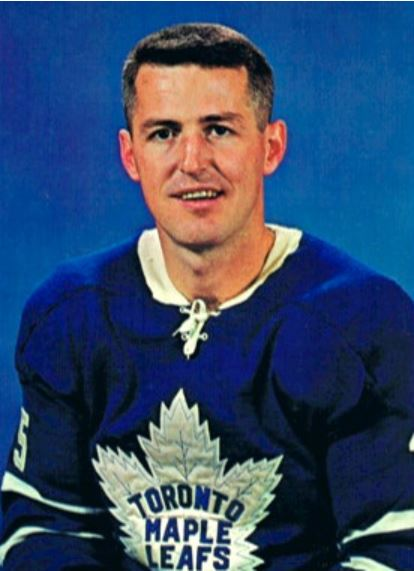
Billy Harris luciendo un corte militar.

Un corte de pelo militar popularmente conocido como corte a cepillo es un tipo de peinado masculino en el que el cabello erguido en la parte superior de la cabeza se corta relativamente corto, graduado en longitud desde este cabello más largo que forma un tupé en la línea frontal hasta el más corto en la parte posterior de la cabeza para que en el perfil lateral, el contorno del cabello superior se acerque a la horizontal. En relación con la vista frontal, y en diversos grados, el contorno del cabello superior se puede arquear o aplanar en la parte delantera del tupé corto y redondear o aplanar sobre el resto de la parte superior para complementar la línea frontal del cabello, la forma de la cabeza, cara y rasgos faciales. El cabello en los laterales y la parte posterior de la cabeza puede ser corto, semicorto o mediano.
Un corte militar corto en el mundo anglosajón a veces se denomina butch, aunque con la excepción de las formas variantes, un butch difiere de un corte militar en que el pelo superior se corta en una longitud uniformemente corta. Un corte militar largo se puede referir en los Estados Unidos como de ivy league. Un corte militar donde el cabello en la parte superior de la cabeza se gradúa en longitud desde la línea frontal del cabello hasta un punto elegido en la parte media y trasera de la coronilla como un plano nivelado, inclinado hacia arriba o con la inclinación hacia abajo se conoce como corte militar plano o de superficie plana.

## Historia

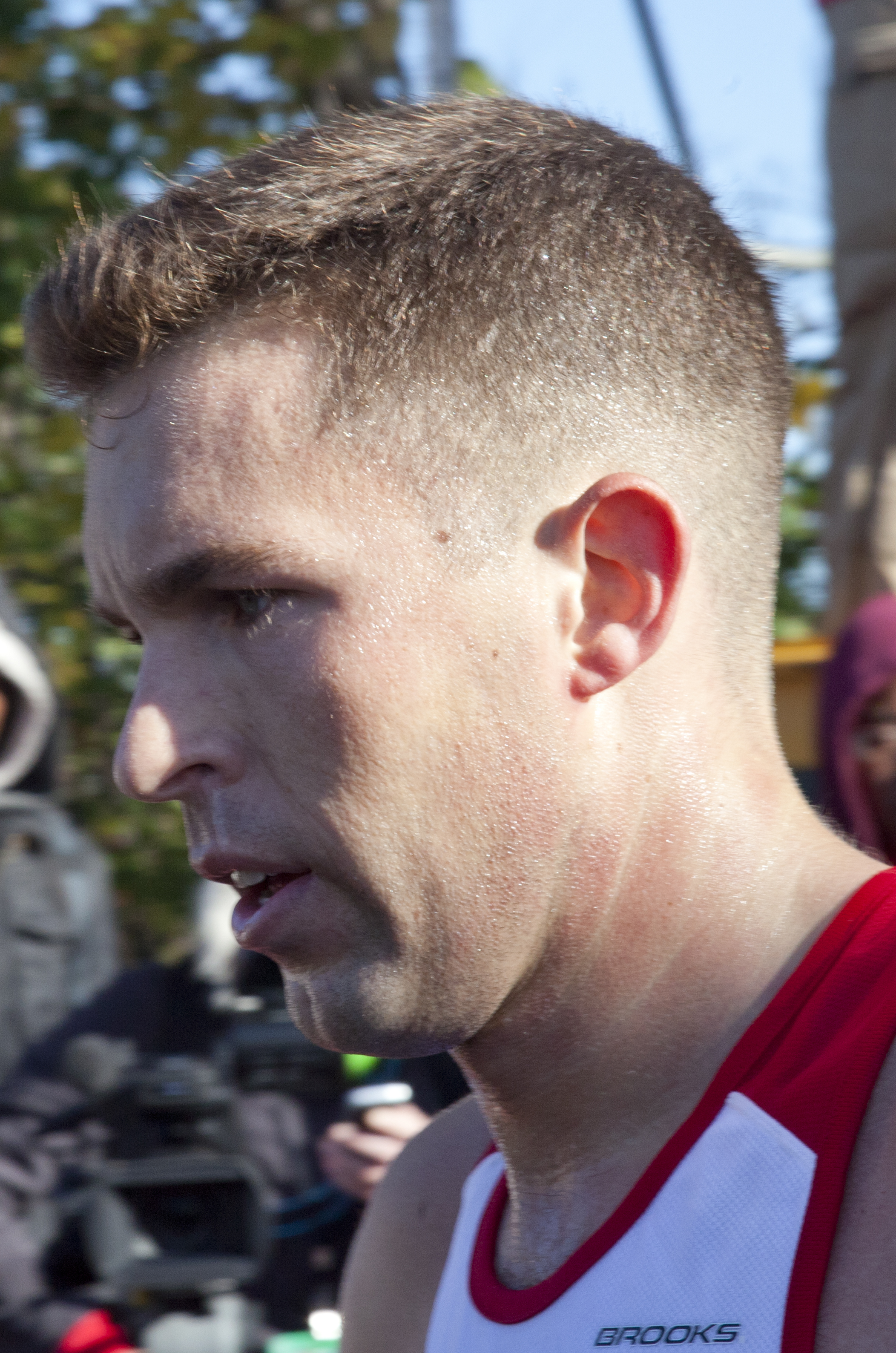
El perfil lateral muestra la graduación del cabello superior más corto desde la línea del cabello frontal hasta la coronilla.

El corte militar, independientemente del nombre aplicado al peinado, no se limitó ni se originó en los Estados Unidos. En inglés británico, el corte militar se conoce como crew cut, y se habría usado desde al menos mediados del siglo XVIII. El estilo recibió otros nombres en otros idiomas; en francés, coupe à la brosse "cortado a cepillo"; en alemán, Bürstenschnitt; en ruso, ёжик. Un tupé corto con una parte superior plana se consideró el estándar, mientras que se sugirió una apariencia algo curvada en la parte superior para frentes más anchas y formas de cara. El estilo con una parte superior plana adquirió el nombre de tupé corto superior de pincel y el estilo con una parte superior más redondeada, tupé corto de punta redonda. Antes de la invención de los cortapelos eléctricos con un motor en el mango en 1921 y su consiguiente comercialización y uso generalizado, los barberos consideraban que el tupé corto perfecto era el estilo más largo para recortar.

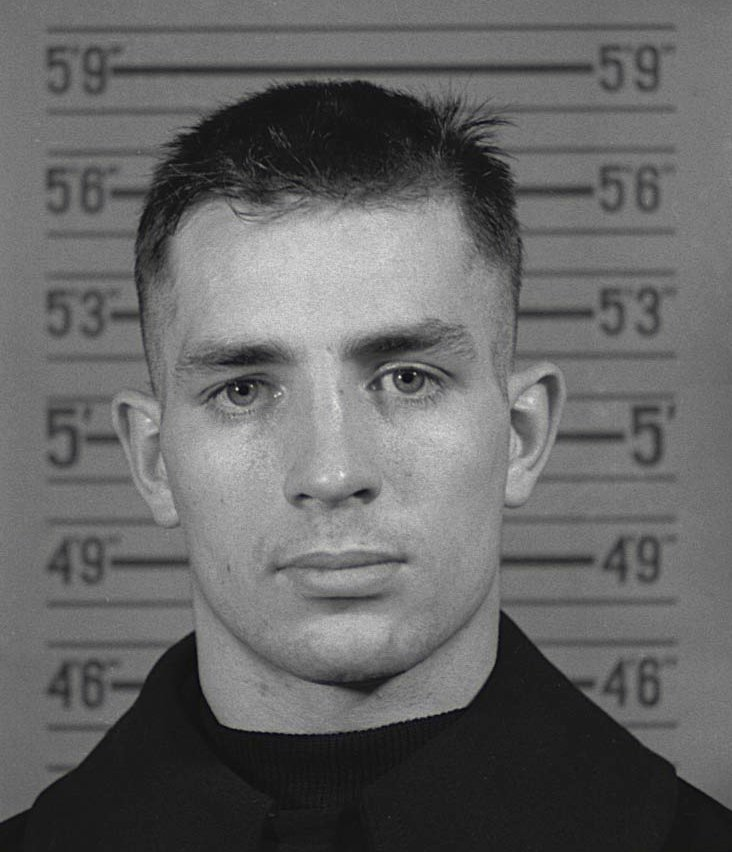
Jack Kerouac luciendo un corte militar en 1943.

El término, originalmente corte de pelo de tripulación (crew cut), probablemente fue acuñado para describir los peinados que usaban los miembros de los equipos de remo de la universidad de Harvard, Yale, Princeton, Cornell y otros equipos universitarios, que eran cortos para evitar que el cabello caiga sobre la cara del remero mientras el bote baja por el curso opuesto a la dirección en la que el remero está sentado con ambas manos sobre los remos, lo que hace imposible quitar el cabello de la cara. Esto contrastaba con los cortes de cabello de los jugadores de fútbol americano, que habían sido largos desde 1889 cuando los jugadores de Princeton comenzaron a usar el cabello largo para protegerse contra las lesiones en la cabeza, comenzando así una tendencia, no del todo bienvenida; los jugadores de fútbol americano con cabello largo eran frecuentemente caricaturizados en la prensa popular. En 1895, el equipo de fútbol del campeonato de Yale apareció con "cabezas bien cortadas" y, posteriormente, el cabello largo pasó de moda para el fútbol. Casi al mismo tiempo, comenzaron a aparecer los primeros cascos.
Los cortes militares fueron populares en las décadas de 1920 y 1930 entre los estudiantes universitarios, particularmente en la Ivy League. El estilo a menudo se usaba como un corte de pelo de verano por su efecto refrescante. Los hombres que ingresaron al ejército en la Segunda Guerra Mundial recibieron cortes de este estilo, y una proporción significativa continuó usándolo mientras servían y después, como civiles. A medida que el cabello largo se hizo popular desde mediados de la década de 1960 entre los varones jóvenes, el corte militar y sus variantes disminuyeron en popularidad durante la década de 1970. Este corte comenzó a ponerse de moda de nuevo a finales de la década de 1970 y principios de la de 1980, y el corte de la parte superior plana fue el estilo de corte militar más popular durante la década de 1980.

## Estilo

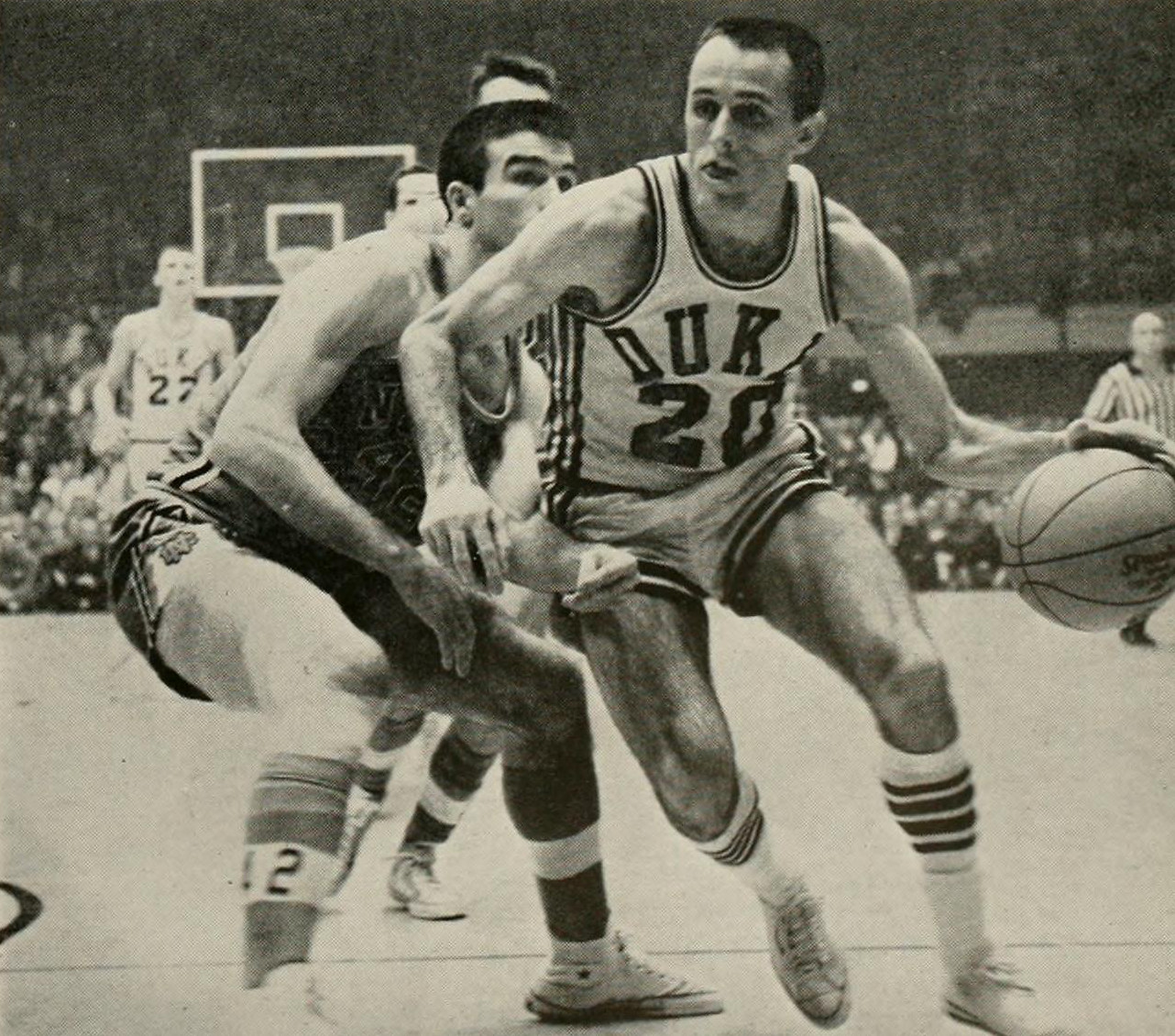
Duke # 20, corte militar diseñado para la línea del cabello de pico de viuda.

El cabello más grueso que naturalmente se mantiene más erguido es ideal para un corte militar; con una forma de cabeza adecuada, es posible un corte bastante apurado. Al diseñar un corte militar, un barbero sigue la secuencia general de otros cortes de pelo medios a cortos; ribete, laterales y revestimiento. Al diseñar un nuevo corte militar y el estilo actual no es relativamente corto, el cabello en la parte superior o en toda la cabeza puede acortarse inicialmente con tijeras. Los bordes y los revestimientos juntos forman un cono que generalmente es corto, semicorto o mediano. Para este corte de pelo, algunos barberos realizan bordes y revestimientos como un proceso integrado, independientemente, los lados superiores se encajonan inicialmente y luego se cortan a la forma final al diseñar la parte superior. El cabello en la parte superior de la cabeza puede cortarse sobre el peine o la mano libre con un cortapelos.
Con el método del cortapelos o tijeras sobre el peine, el peine se inserta en el cabello erguido a la longitud deseada y el cabello se reduce a esta longitud por medio de un cortapelos o tijeras que cortan el cabello por encima de los dientes del peine. A mano libre significa que la cuchilla o el protector de la cortadora no determina la longitud del cabello cortado, sino que la distancia que la cuchilla se mantiene sobre el cuero cabelludo establece la longitud del corte.

## Galería

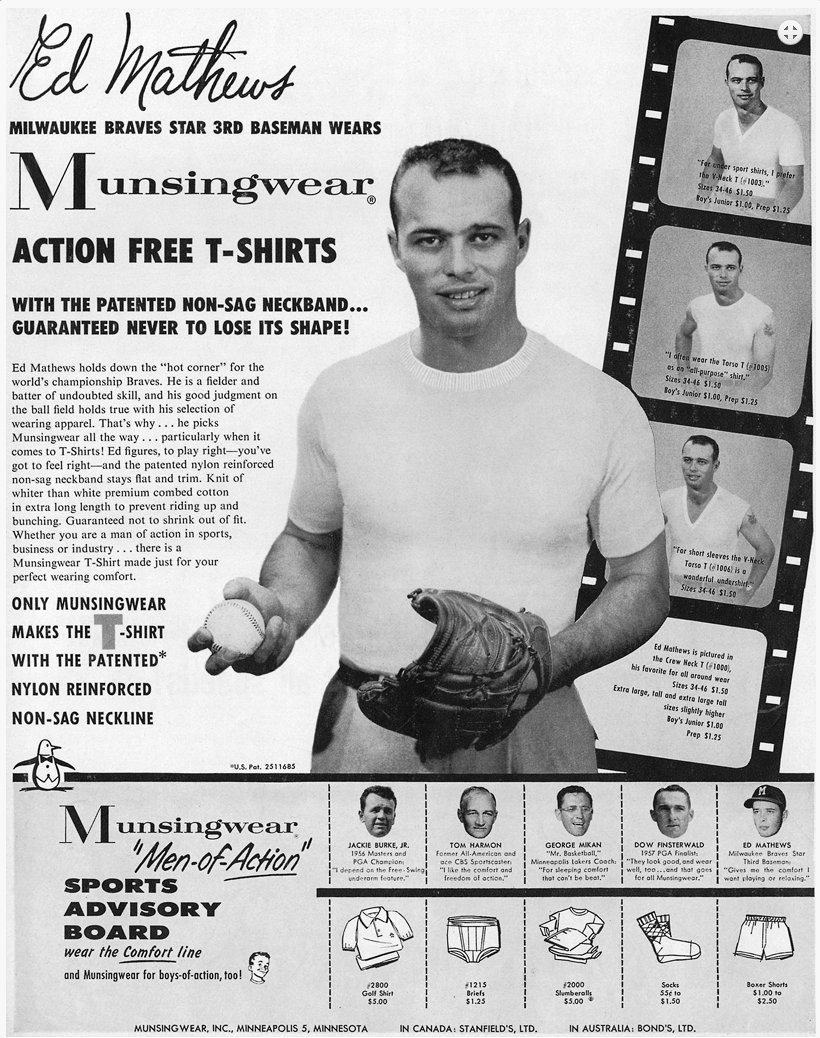
Eddie Mathews (1958).
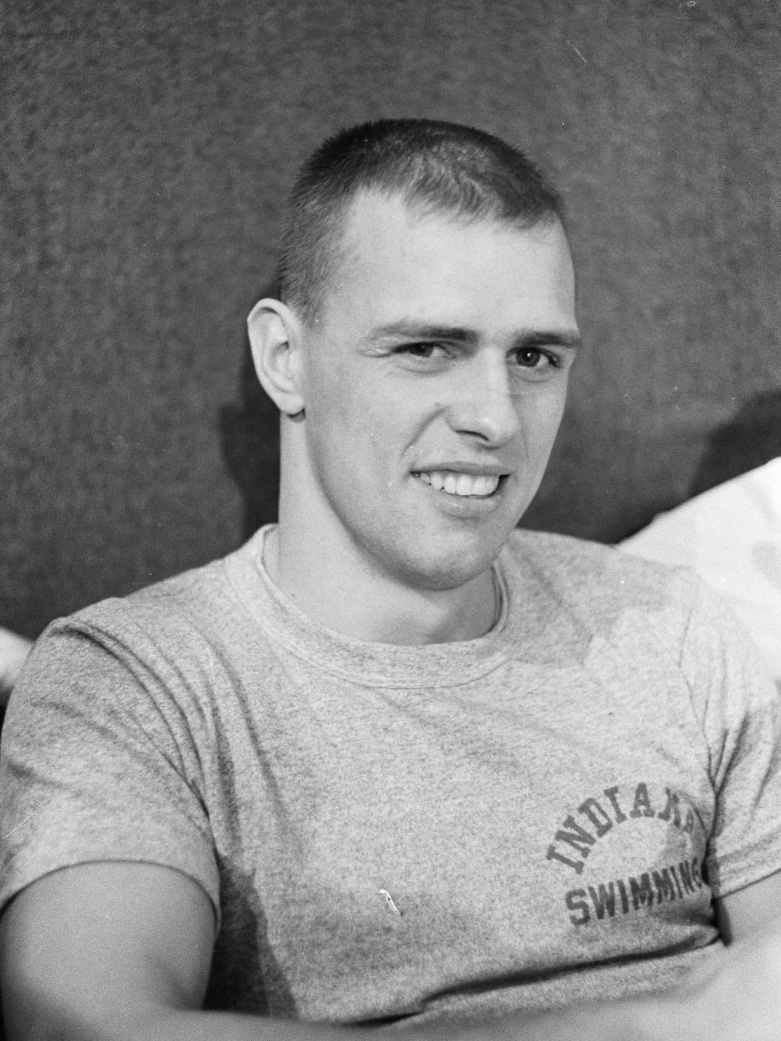
Chet Jastremski (1963).
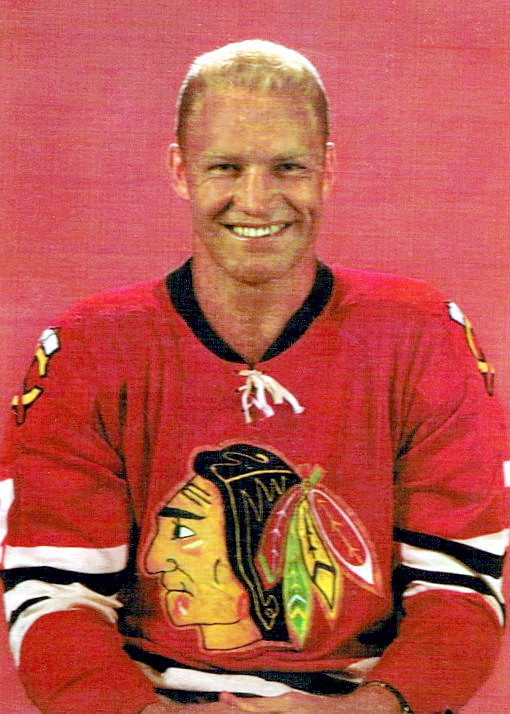
Bobby Hull (años 1960).
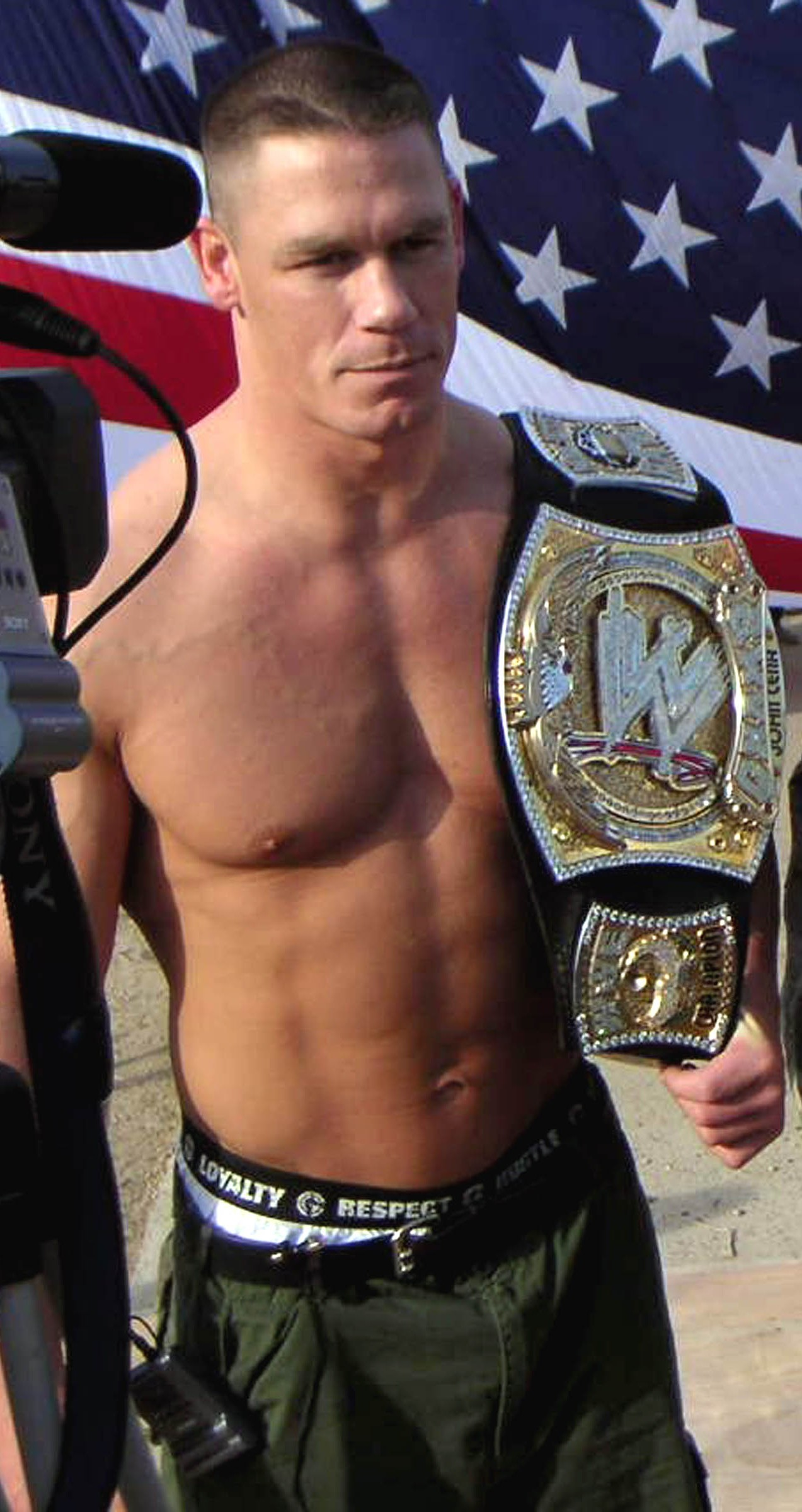
John Cena (2006).
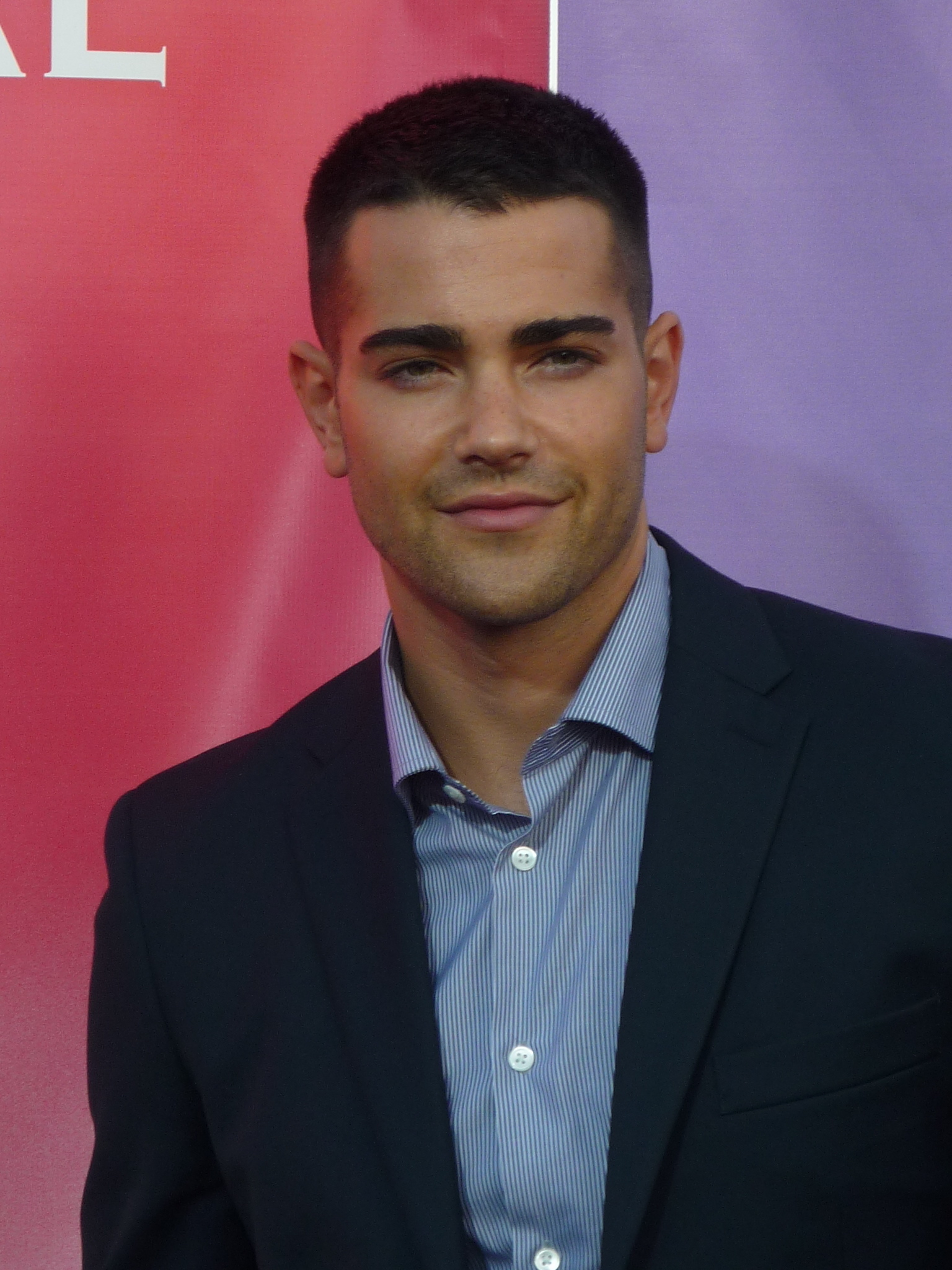
Jesse Metcalfe (2010).
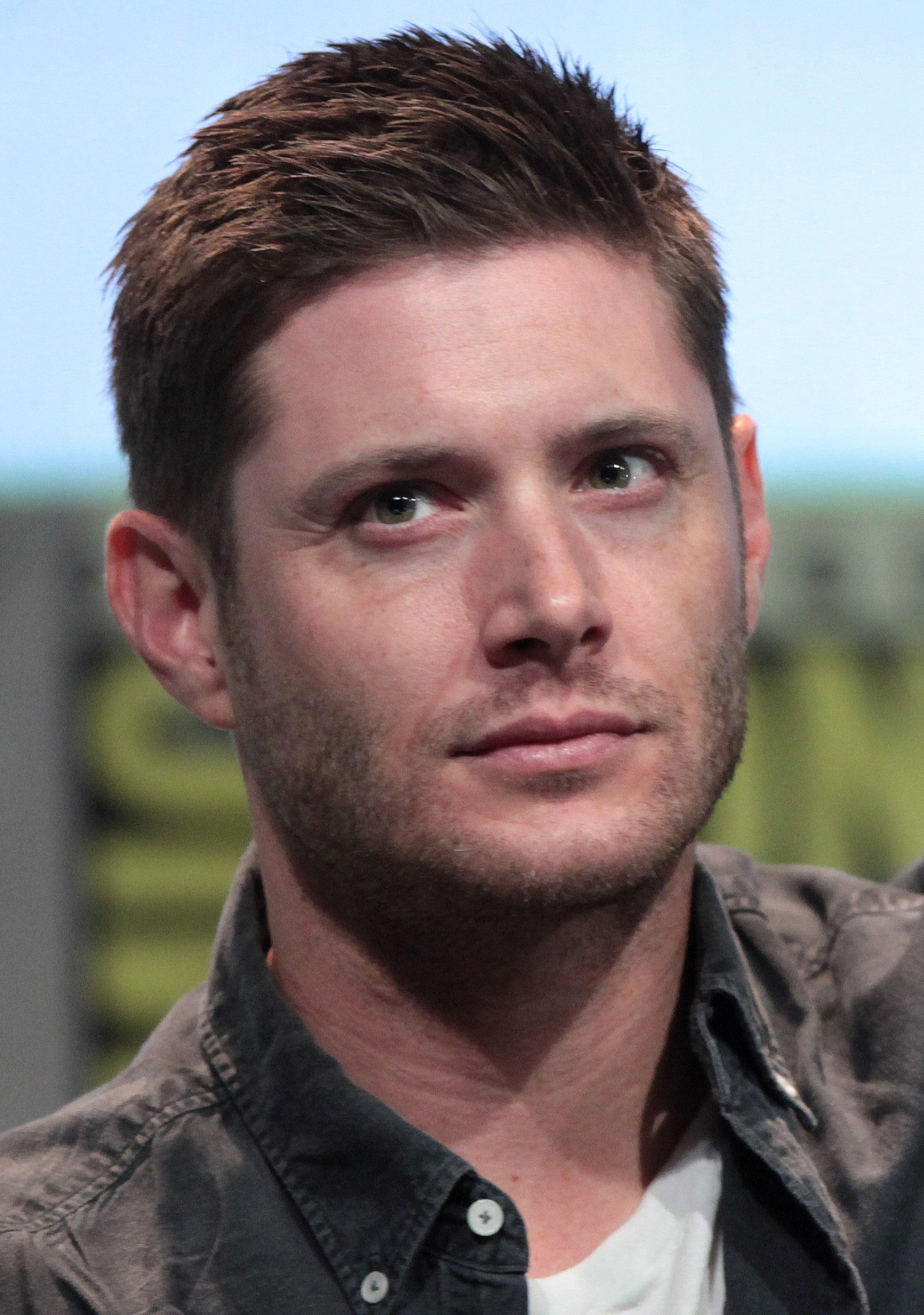
Jensen Ackles (2015).